# Бик (астролошки знак)
Бик (лат. Taurus) је други знак Зодијака, у распону 30-60 степени Зодијака. Симбол бика је базиран на симболу критског бика, бели бик који је био отац Минотауру и кога је убио Тезеј.

## Историја
Бик је други знак Зодијака, успостављен међу древним Месопотамцима и био је познат као небески бик. Бик представља јаке дивље карактеристике и велику одлучност и истрајност.
У Египту, бик је био виђен као крава богиње Хатор. Хатор је била богиња лепоте, љубави и среће. У римској митологији, биком је владала Венера, богиња лепоте.

## Карактеристике
Снажан и поуздан, бик је први када дође до убирања плодова вредног рада. Љубитељи су свега што је добро и лепо и веома често ће бити окружени материјалним задовољствима. Особе рођене у знаку бика су веома сензуалне и тактилне. Додир им је веома важан како у послу тако и у романси. Стабилан и конзервативан, бик је међу најпоузданијим знаковима зодијака. Тврдоглавост је особина која га тера да ствари истера до краја, како би све било по стандардима. Веома су креативни и уживаће у чињеници да праве ствари сопственим рукама.
Бик по самом свом називу указује на праву природу овог знака. Као земљани знак, он је оптерећен својом сигурношћу, па самим тим и заштитом куће и породице од негативних утицаја. Они су одлични у стварању новца и имају тенденцију да својим идејама и плановима најефективније зараде, штеде и инвестирају новац.
Бикови су често познати по својој тврдоглавости, али се то такође може протумачити као потпуна посвећеност извршењу задатака. Једном када донесу одлуку, ретко скрећу са уцртаног пута, љубавне везе или посла. То их чини одличним радницима, јер остају дуго да раде док год не заврше посао како треба и одличним пријатељима, јер су увек ту, без обзира на искушења и турбуленције у животу.
Бика води планета Венера, која репрезентује љубав, привлачност, лепоту и креативност. Тако, је у природи Бика да буде одличан кувар, забављач и уметник. Он је одан, понекад и превише, и не воли изненадне и нежељене промене које ће покварити живот који је брижљиво креирао за себе.
Део тела који репрезентује Бика је врат и грло. То значи да би Бик требало да поведе рачуна о овим областима, више него други знаци и научи да каже када је потребно, а не да блокира енергију у овом делу тела и тако проузрокује здравствене проблеме.
Бик је један од знакова на којег највише можете рачунати. Иако неки могу имати веома конзервативне погледе на свет или бити презаљубљени у новац и богатство, они имају способност да унесу практични глас разума у било коју хаотичну и нездраву ситуацију. Изазови расту када Бик мора да се суочи са несталношћу или чињеницом да се животне ствари крећу, протичу. Уколико научи како да се препусти то би могло да му донесе највећу животну срећу.

### Изглед
Рођени у знаку Бика су масивне грађе тела, корпулентни, са јаким ногама и широким затиљком. Бик има тежак, оловни ход, телесног изгледа као да је збијен. Врат му је дебео, лице широко и меснато, има велике изражајне очи и широко чело. Има крупне зубе, сензуалне усне, меланхоличан поглед, коса прераста у чело. Бик увек нешто носи. Жене рођене у овом знаку су лепе, са наглашеним облинама.

### Темперамент
Код Бика је темперамент меланхоличан. Слуша и воли музику, али воли и да попије. Конзервативан је и често резервисан, али и великодушан и толерантан.

### Осећања
Рођени у овом знаку имају необично дубока, али тиха и неизражена осећања. Тешко их је мењати у било коме погледу. Способни су да дуго трпе, ретко падају у афекат, увек су промишљени и одмерени. Прилично су сигурни у себе, али ће пре дозволити да буду вођени него гоњени.

### Воља
Код Бика је воља више усмерена на моћ над стварима него над људима, јер је меланхолична и скривена. Он страсно гомила материјална добра, ствара велики посед, без обзира да ли ће га уживати.

### Интелект
Обдарен је за најсјајнија закључивања ако се ради о економији, привреди и финансијама. Иначе, у другом погледу, дух му није заинтересован и нема амбиција да нешто постигне. Међутим, воли лепоту и уметност, више је склон спознаји лепог, него неком размишљању, јер је велики практичар. Интелект му је методичан и конзервативан. Он је тактичан, али сталан, истрајан и тврд. Тешко се наљути, али његов бес, кад се разјари тешко је обуздати. Има смисла и за музику и сликарство.

### Здравље
Јака и обилна исхрана одржава им телесну снагу, те имају јаку и издржљиву природу. Највише болују од зглобова и свих болести грла и тумора. Због јаке исхране угојени су, а што смета срцу. Болују, због јаке исхране и од хемороида, чира, шећерне болести, а такође од бубрега, мокраћне бешике, а жене од јајника. Препоручљиво је за њих да буду умерени у јелу и пићу, а да користе природне лекове, дијету и минералну воду.

### Љубав
Бик се лако заљуби, дубоко воли, није склон љубомори нити много прича о љубави, али се не жени рано. Способан је да контролише своја осећања, и да обузда своје хирове. Жене понекад згреше, али без зле намере. Бик је веран и спреман за добар, грађански брак. Воли породицу, комфор и уређен дом. Плодан је и потентан, те му је љубавни однос необично значајан. Слаже се са Девицама и Јарцима, јако је еротски склон Шкорпијама, а дисхармоничан је са Водолијом и Лавом.

### Занимање
Успешни су као организатори привреде, пословни људи нарочито у грађевинарству, угоститељству, на финансијским пословима, али их има и међу прекупцима и носачима, хемичарима и лекарима. Од уметности, баве се оперским певањем и сликањем. Добри су на свим пословима где се тражи стрпљив и сталожен рад. Успешни су у трговини некретнинама. Одлично планирају и држе се утврђених образаца. Не воле никакве промене у прописима и методама рада. Али, дешава им се да известан период живота проведу без посла, јер носе са собом велику флегматичност, депресивност и безвољност, па и лењост.

### Врлине
Његове врлине су: доследност, верност, великодушност, праштање, разумевање за друге и широко, реално и дубоко гледање на појаве световног и практичног живота.

### Мане
Конзервативизам и догматичност, претерана љубав према новцу и свему материјалном, често грамзивост, као и неспособност да радикалним мерама заустави рђав ток ствари, ако се он деси.

### Бик воли
Рођени у Бику воле комфор, лепу кућу, сва телесна уживања и домаћи живот, састанке у ужем кругу, музику и песму, игре на срећу. Воле и пчеларство.

### Бик мрзи
Они мрзе честе и нагле промене, авантуре, ризик и сваку несигурност у животу. Мрзе и брзину и брзоплетост, лутања, свађе и сплетке.

### Виши тип бика
Он је велики естета, велики уметник, дубок психолог јаке логике, склон филму и опери.

### Нижи тип бика
Он је аморалан, неумерен у телесним уживањима, нарочито у јелу и пићу, лењ, немаран и раздражљив. Тврдоглаво се држи шаблона, па га је тешко убедити, иако постоје чињенице. Овај нижи тип може бити склон да чини зло, грамзив је, деструктиван, па и криминалац.

### Судбина
Његова судбина је да живи тихо и мирно, а да болује, због гојазности, од васкуларних болести. Ако мање једе, дуже ће живети.

### Жена бик
Жена рођена у овоме знаку може вас привући својом женственошћу и шармом, али и својим карактером, тј. јаком личношћу. Она зна како да вас суптилно заведе, зна да буде нежна и брижна, али и врло упорна при остварењу својих замисли. Због свих наведених карактеристика жена рођена у знаку Бика је створена за стабилну везу, односно брак. Без обзира што у младости може деловати непоуздано, због своје потребе да се допадне другима, она ипак тражи некога коме ће се потпуно посветити. Ова жена машта о једној великој љубави кроз коју ће се потпуно остварити и која ће јој дати снаге за све друге напоре. Љубав јој полако долази без романтике. Кад воли, онда је верна, а предигра и вођење љубави имају пресудан значај. Уме да опрости неверу. Њена главна оружја за освајање мушкараца су женственост и маестрална љубавна игра. Да би вам са њом било пријатно и сигурно, заводите је уз музику, вино и поклоне.
Она је комбинација особина о којима већина мушкараца целог живота сања. Пре свега, неће се служити никаквим женским триковима, сузама, флертовањем, није брбљива и нервозна, одлично кува, не прави сцене ако погледате друге жене, а дом и деца су јој увек на првом месту. Она се осећа као права жена и захтеваће од вас да будете прави мушкарац. Изгледа неосвојиво, онако разумна и озбиљна, али се у њој крије тврђава страсти и снаге. Неће подносити да је критикујете на јавним местима или пожурујете, тада може да буде прилично агресивна. А када смо већ код тога, боље да не изазивате њен бес, јер је он рушилачки и може се десити да почне да вас гађа свиме што јој падне под руку. На срећу, то се врло ретко дешава јер је она у стању да се обуздава и контролише више од било које жене у Зодијаку.
Ако размишљате где да је изведете, нека то буде пријатан ресторанчић са укусном домаћом храном. Никакви хамбургери и супе из кесице не долазе у обзир. Она ће обожавати мирис сена, земље, свеже опраног рубља и цвећа. Хармонични звуци, дивни визуелни ефекти и пастелне боје, привлачиће је као магнет. Већина жена овог знака има талента за уметност, нарочито за музику. Такође, са нескривеним одушевљењем ће се дивити моћи природе, па би било добро да је поведете на неко дивно место са реком у позадини. Ако се ожените њоме, будите сигурни да нисте добили размажену бебу, она ће умети да се брине о себи и о вама ако зашкрипи. Може вам постати одличан пријатељ и партнер, а иако обожава првокласне ствари, неће спискати новац улудо. Моћи ћете увек рачунати на њену оданост и приврженост.

### Мушкарац бик
Он је романтичан, али и јако реалан. Мушкарац Бик је веома спор и опрезан у свему, али када се једном одлучи зна да буде директан и недвосмислен. Ако некоме смета његова природност, Бик ће га, у најбољем случају, сматрати лицемером. Верност му је веома битна и ниједан однос, па ни пословни, неће изградити без поверења и сигурности у дотичну особу. У љубавној вези он је тај који води, али паметне савете жене неће никада тек тако одбацити. У њега можете имати поверења, он је веран свом избору до краја. Жена која одабере Бика за партнера мора имати на уму његову потребу за стабилном везом, али му немојте онемогућити романтични доживљај - он се материјално осигурава да би могао емотивно да се опусти.
Неприлагођен суптилнијим осећањима. Воли да прима и угошћује пријатеље. Као особа је толерантан и доброћудан. Бик воли жене, али не толико да би за њима јурио. Обично осваја својом лежерношћу.. У основи је веран. Лаку превару прашта, док тежу доживљава тако што постаје индиферентан према свим женама. Никада неће испитивати женину прошлост из страха да би се могла појавити одређена поређења непријатна за њега самог.
Типичан представник овог знака ће бити оличење постојаности, здравог разума, мирноће и тврдоглавости. Неће подносити да га пожурују или да му се говори шта треба да уради. Он има свој миран темпо живота и можете га молити и преклињати да промени своју одлуку, ако је чврсто решен, ништа га не може помакнути ни за педаљ. Он никада неће у налету страсти чинити непромишљености да би показао да вас воли, али ће ипак умети, онако стабилан и ћутљив да вам своју љубав докаже.
У друштву са њим понашајте се као дама. Ма колико били уверени у своју интелигенцију и ставове, никада се немојте разметати. Он цени способне и паметне жене, али никада неће подносити еманциповане феминисткиње. Брзо ћете научити шта му се допада, а шта не. Ако вам се деси да се у његовом друштву понашате мушкобањасто и агресивно - умеће да вам бар поквари вече, то је сигурно. Ако и покушате после свега да му се умиљавате и ублажите ствар, наићи ћете на стамени камен.
Не рушите му ауторитет, не критикујте га јавно и дозволите му да живи сопственом брзином. Уколико успете да му уђете 'под кожу', запитаће се како сте могли до сада да живите без њега. Он може да буде изузетно романтичан, страствен и нежан. Обожаваће да вам купује све оне дивне луксузне стварчице, изводиће вас на скупа места, умеће напорно да ради да би вама и деци пружио све о чему сањате. Онако стрпљив и опрезан, неће вас непријатно изненађивати. Он је човек на кога се сигурно може рачунати.

## Бик у подзнаку

### Рачунање подзнака
Да бисте знали како одредити подзнак у хороскопу, треба да знате тачно време рођења (сат и минут) и тачно место рођења. На основу тих информација, одређује се подзнак.
Образац:
Асцендант (подзнак) = арцртан (- cos A/ sin А cos Е + tan Л sin Е)
Поред математичког, ту је и много једноставнији начин за израчунавање подзнака, апликација онлајн. Све што је потребно јесте да унесете датум, време и место рођења .

### Бик – Ован
Енергични сте и упорно идете ка постављеном циљу. Сукоб настаје између воље и емоција, али ипак чврсто стојите на земљи. Немилосрдни сте кад се наљутите.

### Бик – Бик
Ви сте школски пример Бика: спор, стабилан, са великом количином латентне енергије. Људи се на вас могу ослонити - не компликујете живот беспотребно.

### Бик – Близанац
Врло вешто знате да искористите своје потенцијале користећи свој шарм и интелект. Туђе тајне за Вас нису проблем, више ствари разумете, али дискретно то показујете.

### Бик – Рак
Емотивни сте и нежни, понекад сувише очекујете од других. Тежите удобном и сигурном животу и не волите неизвесност. Цените традицију и све што је лепо, уметност вам није страна.

### Бик – Лав
Јаке сте психофизичке конституције и оно што замислите морате спровести у дело. Људи Вам се често диве до чега вам је и те како стало.

### Бик – Девица
Врло сте практични и да бисте се у нешто упустили морате претходно да разумете суштину ствари. Али, ипак и себе изненадите емотивним изливом који је испровоциран ситуацијом, а који желите контролисати.

### Бик – Вага
Љупки и шармантни тврдоглаво јурите емотивне доживљаје. Потребна Вам је стална потврда нечије љубави те се понекад понашате размажено.

### Бик – Шкорпија
Ви сте неустрашиви борац за своје интересе који код других цени снагу и успешност. Ваше су емоције дубоке и тешко вас је пратити у доживљају - врло сте посесивни.

### Бик – Стрелац
Желите удобан живот са пуно повластица. На граници сте материјализма и идеализма, често религиозни. Тешко Вас је убедити да нисте у праву, супротно гледиште увек сматрате мизерним.

### Бик – Јарац
Реални сте и добро раздвајате сан од јаве.Тешко Вас је збунити и избацити из колосека. Знате шта други од вас очекују и у складу с тим се понашате. Емоције су вам стабилне.

### Бик – Водолија
Будите неодређене и двостране емоције код људи и понекад сте неодређени при показивању својих жеља и потреба. Тежите неком идеалу који је неостварив.

### Бик – Рибе
Ви добро знате своје циљеве и интуитивно, али упорно, идете ка остварењу тога. Врло сте романтични и нежни, што вам не смета да на живот гледате реално. Понекад вам фали иницијатива.